# 八合里牛肉火锅

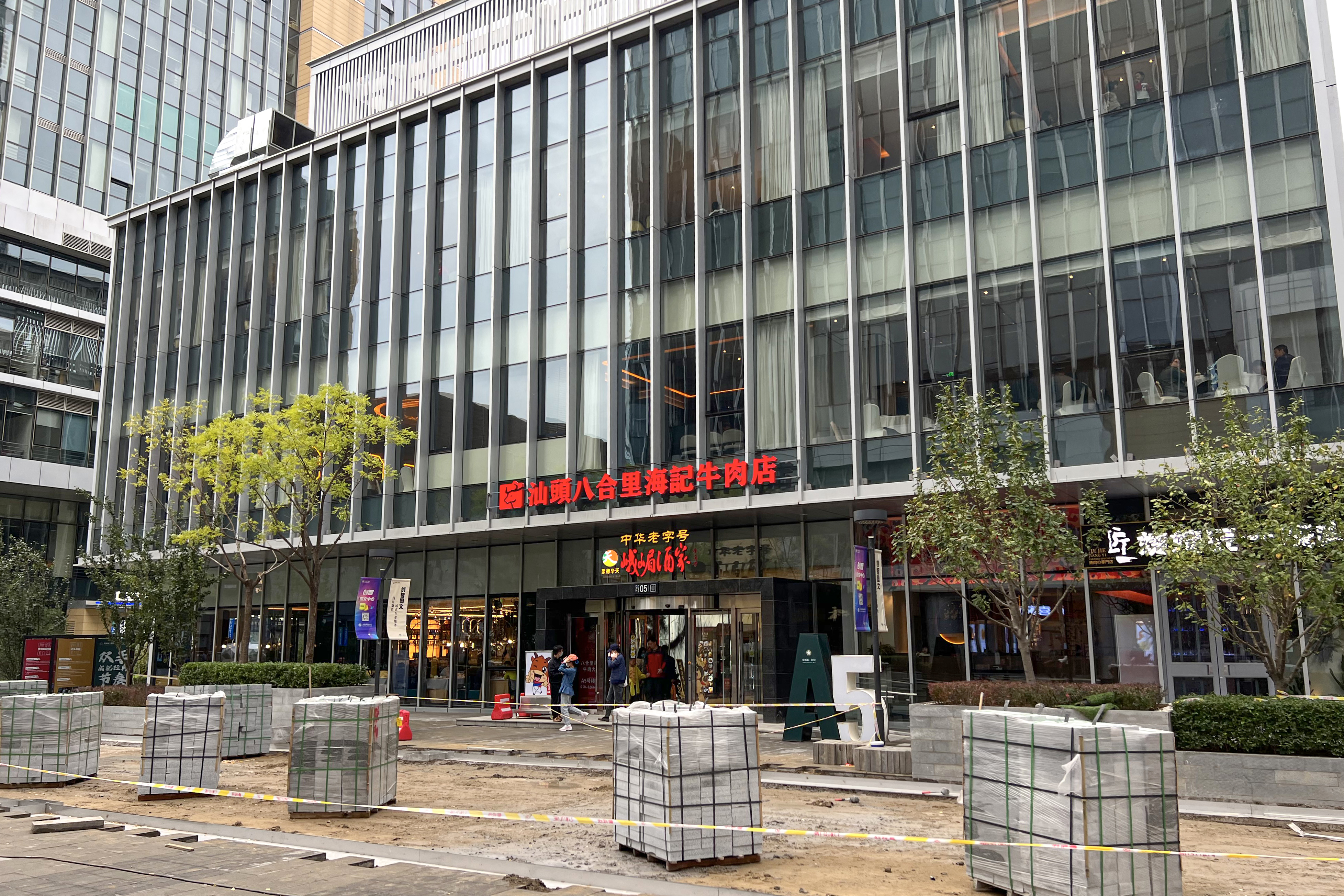
汕头八合里海记牛肉店（北京中关村壹号店）

八合里牛肉火锅又稱八合里海记牛肉火锅、汕头八合里海记牛肉火锅，簡稱八合里，是中華人民共和國廣東省一家潮汕牛肉火鍋企業，2008年由林海平在汕頭市創辦。
八合里在深圳、北京、上海、长沙等18个城市開設了130多家门店。